# Cleome longipes
Cleome longipes är en paradisblomsterväxtart som beskrevs av Dc.. Cleome longipes ingår i släktet paradisblomstersläktet, och familjen paradisblomsterväxter. Inga underarter finns listade i Catalogue of Life.